# 伊维斯·马卡布·马卡兰巴伊
伊維斯·馬卡布·馬卡蘭巴伊（Yves Makabu-Makalambay，1986年1月31日—）是一名在比利時出生的剛果職業足球員，擔任守門員。

## 生平

### 球會
馬卡林拜以青年球員身份加盟車路士，在施治及古迪仙尼兩大門將之下苦無上陣機會，雖曾獲短暫外借到屈福特1個月，亦沒有獲派上陣。於2007年夏季轉投蘇超球會喜百年，簽約三年，期間多次發生低級錯誤而受批評，於2009/10年球季結束後約滿遭棄用。馬卡林拜離隊後參加史雲斯的試訓，最終在2010年9月21日獲得一紙到球季結束的短期合約。

### 國家隊
2008年，馬卡蘭巴伊入選了比利時國奧隊參加北京奧運的名單，期間上陣1場，最終比利時取得第4位，僅差一步未能獲得獎牌。2010年5月馬卡蘭巴伊獲剛果徵召進行一場對沙特阿拉伯的友誼賽。

## 外部連結
- 足球数据库：马卡兰巴伊的球员统计数据